# 不知火町
不知火町（しらぬひまち）は、熊本県宇土郡にあった町。
主な基幹産業は農業である。特に柑橘類（デコポン）と葉タバコの栽培が盛ん。

## 地理
熊本県の中部、宇土半島の付け根に位置し、八代海に面する。

## 歴史
地名は熊本県と鹿児島県にまたがる八代海で見られた蜃気楼（大気光学現象）に由来する。当地の訪問中にこれを見た景行天皇が地元の者たちに尋ねたところ誰もあれが何か説明できず、「知らぬ火」から派生し、「不知火（しらぬい）」と呼ばれるようになった。
- 1956年（昭和40年）9月30日 - 宇土郡松合町・不知火村が新設合併し不知火町が発足。
- 2005年（平成17年）1月15日 - 宇土郡三角町・下益城郡松橋町・小川町・豊野町と新設合併し、宇城市が発足。同日不知火町廃止。

## 経済

### 産業
- 農業
- 水産業

### 特産物
- デコポン
- シラヌヒ
- 葉タバコ
- 塩トマト

## 地域

### 教育
小学校
- 不知火町立不知火小学校
- 不知火町立松合小学校

中学校
- 不知火町立不知火中学校

## 交通

### 鉄道路線
- 九州旅客鉄道
  - 鹿児島本線：松橋駅

### バス
- 熊本バス
- 九州産交バス

### 道路
一般国道
- 国道266号

かつては国道3号が通過していたが、松橋バイパスの開通により通過自治体から外れた。

## 名所・旧跡・観光スポット・祭事・催事
- 不知火
- フルーツパーク不知火
- 鴨籠古墳
- 国越古墳
- 桂原古墳
- 永尾神社
- 不知火カントリークラブ
- かまだ山公園
- 紫尾山
- 大見石畳公園
- 六地蔵公園 - 近くに御船千鶴子の墓が残る[1]
- 松合郷土資料館
- 松合橋
- 山村水源
- 天の平農村広場
- 松合土蔵白壁群
- 宇賀丘古墳
- 塚原平古墳
- 松橋神社

## 出身著名人
- 大智禅師（僧、聖護寺開祖）
- 御船千鶴子（千里眼事件の発端）
- 寺本広作（政治家、元熊本県知事）
- 松浦有志太郎（医学博士）
- 宮本研（劇作家）
- マナブ間部（画家）
- 野田英夫（洋画家）
- 野田哲也（版画家、東京芸術大学教授）
- 三浦真一郎（元プロ野球審判員）
- 吉本亮（元プロ野球選手）